# Grigore Râmniceanu
Grigore Râmniceanu (n. 5 decembrie 1845, București – d. 30 aprilie 1915, București) a fost un medic român, membru corespondent al Academiei Române.
Deși în lista membrilor Academiei Române este menționat cu numele de Grigore Râmniceanu, strada din București care este menită să-i poarte numele este numită strada Grigore Romniceanu.